# هريس (مرند)
هريس هي قرية في مقاطعة مرند، إيران. عدد سكان هذه القرية هو 93 في سنة 2006.